# Prisilla Rivera
Prisilla Altagracia Rivera Brens (Santo Domingo,29 de dezembro de 1984) é uma  voleibolista indoor dominicana, atuante na posição de Ponteira, com marca de alcance de 320 cm no ataque e 315 cm no bloqueio. Medalhista de ouro na edição do Campeonato NORCECA de 2009 em Porto Rico, possui duas medalhas de prata nesta competição nos anos de 2011 e 2013, sediados em Porto Rico e nos Estados Unidos além dos bronzes nos anos de 2001, 2003 e 2005, as duas primeiras na República Dominicana e na última em Trinidade e Tobago.

## Carreira
Em 2004 disputou sua primeira edição dos Jogos Olímpicos de Verão, em Atenas, Grécia, quando finalizou na nona colocação e participou pela segunda vez desta competição na edição realizada em Londres no ano de 2012, finalizando na quinta colocação final.
Em 2018 foi vice-campeã na edição da Copa Pan-Americana sediada em Santo Domingo e em seguida medalhista de ouro nos Jogos Centro-Americanos e do Caribe, realizados em Barranquilla, edição na qual foi eleita a melhor jogadora (MVP).
Em 2021, atuando pela seleção dominicana, disputou a Liga das Nações em Rimini, na sequência competiu nos Jogos Olímpicos de Verão de 2020, ainda como capitã da seleção, conquistou o título do Campeonato NORCECA de Guadalajara e primeira como melhor ponteira da ediçãoe conquistou o título da Copa Pan-Americana em Santo Domingo , neste torneio foi a melhor jogadora e melhor ponteira, marcando sua despedida da seleção, após 20 anos carreira.

## Premiações individuais
- MVP da Copa Pan-Americana de 2021
- Melhor Ponteira da Copa Pan-Americana de 2021
- Melhor Ponteira do Campeonato NORCECA de 2021
- MVP do Jogos Centro-Americanos e do Caribe de 2018[3]